# لوحة إنكوستيك

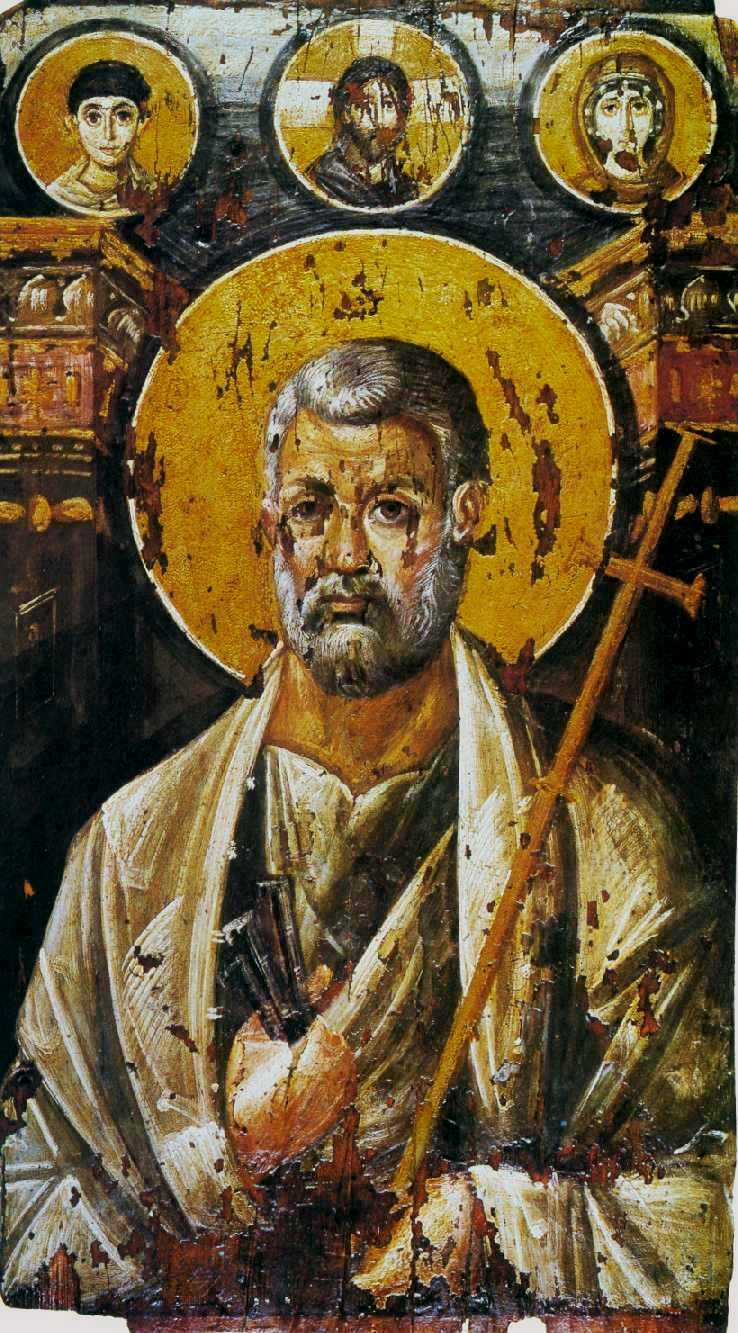
أيقونة من القرن السادس الميلادي من دير سانت كاترين، مصر.

تتضمن اللوحة إنكوستيك، المعروفة أيضًا باسم طلاء الشمع الساخن، يتم استخدام وسط مغلف ساخن تمت إضافة أصباغ ملونة إليه لإنشاء أعمال فنية. يتم تطبيق الوسيط المنصهر على سطح عادة ما يكون خشب محضر، على الرغم من استخدام قماش ومواد أخرى في بعض الأحيان. يمكن صنع أبسط وسيلة غشاء عن طريق إضافة أصباغ إلى الشمع، على الرغم من أن الوصفات تتكون في الغالب من شمع العسل وراتنج الدامار، ومن المحتمل أن تكون مع مكونات أخرى. للتصبغ، يمكن استخدام أصباغ البودرة المجففة، على الرغم من أن بعض الفنانين يستخدمون الشمع المصطبغ أو الأحبار أو الدهانات الزيتية أو أشكال أخرى من التصبغ.
يمكن استخدام الأدوات المعدنية والفرش الخاصة لتشكيل الوسط أثناء تبريده. أيضًا، يمكن استخدام الأدوات المعدنية الساخنة، بما في ذلك الملاعق والسكاكين والكاشطات، لمعالجة الوسط بعد أن يبرد على السطح. بالإضافة إلى ذلك، يتم استخدام مصابيح التسخين، والمشاعل، والمدافع الحرارية، وطرق أخرى لتطبيق الحرارة من قبل فنانين إنكوستيك لدمج الوسيط وربطه. نظرًا لأن الوسط المغلف قابل للطرق حراريًا، يمكن أيضًا نحت الوسيط. و / أو يمكن تغليف المواد أو تجميعها أو وضعها في طبقات في الوسط.
تم العثور على نوع غير ذي صلة تمامًا من «الرسم الغائر»، الذي لا يتضمن الشمع على الإطلاق، في الخزف البريطاني، بعد أن ابتكر جوشيا ويدجوود التقنية وحصل على براءة اختراعها في عام 1769. كان هذا مزيجًا من طلاء الخزف المنزلق وطلاء «المينا» المتزجج الذي استخدم لتقليد لوحة الزهرية اليونانية القديمة، مع إطلاق نار ثانٍ خفيف. عادة ما تكون السفينة سوداء ومطلية باللون الأحمر للوحة ذات الشكل الأحمر. تم نسخ هذه التقنية بواسطة فخار بريطاني آخر. لم يتم طلاء البلاط إنكوستيك على الإطلاق، ولكنه مطعمة بشكل فعال بألوان متباينة من الصلصال لنمط متعدد الألوان.

## تاريخ

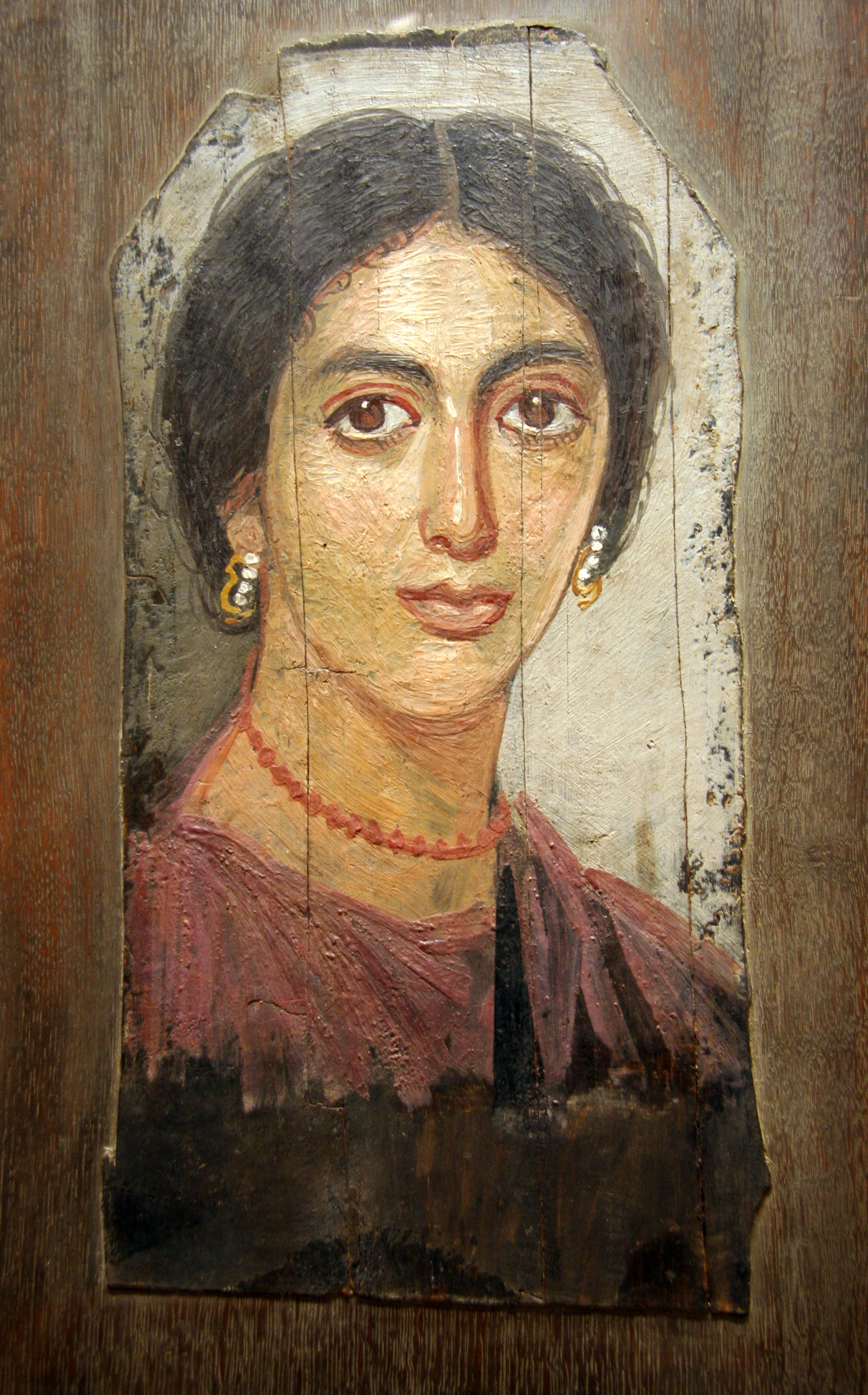
صورة مومياء الفيوم

نشأت كلمة إنكوستيك (بالإغريقية: ἐγκαυστικός)‏، وهو ما يعني «حرق في»، وهذا العنصر من الحرارة ضروري للرسم لكي يُطلق عليه اسم إنكوستيك.
تم وصف تقنية الرسم الشمعي من قبل العالم الروماني بليني الأكبر في تاريخه الطبيعي من القرن الأول الميلادي.  أقدم لوحات اللوحات الغنائية الباقية هي صور مومياء الفيوم الرومانية المصرية من مصر، حوالي 100-300 بعد الميلاد،  ولكنها كانت تقنية شائعة جدًا في الرسم اليوناني والروماني القديم. استمر استخدامها في الرموز البيزنطية المبكرة ولكن تم التخلي عنها فعليًا في الكنيسة الغربية.
يستخدم كوت كوت، وهو فن ضائع في الفلبين، تقنيات سغرافيتو وإنكوستيك. كانت تمارس من قبل القبيلة الأصلية لجزيرة سمر حوالي 1600 إلى 1800. استخدم الفنانون في حركة الرسم الجداري المكسيكية، مثل دييغو ريفيرا،  فرناندو ليل (فنان) وجان شارلوت  أحيانًا الرسم الغزير. قام الفنان البلجيكي جيمس إنسور أيضًا بتجربة الفن الغامق.

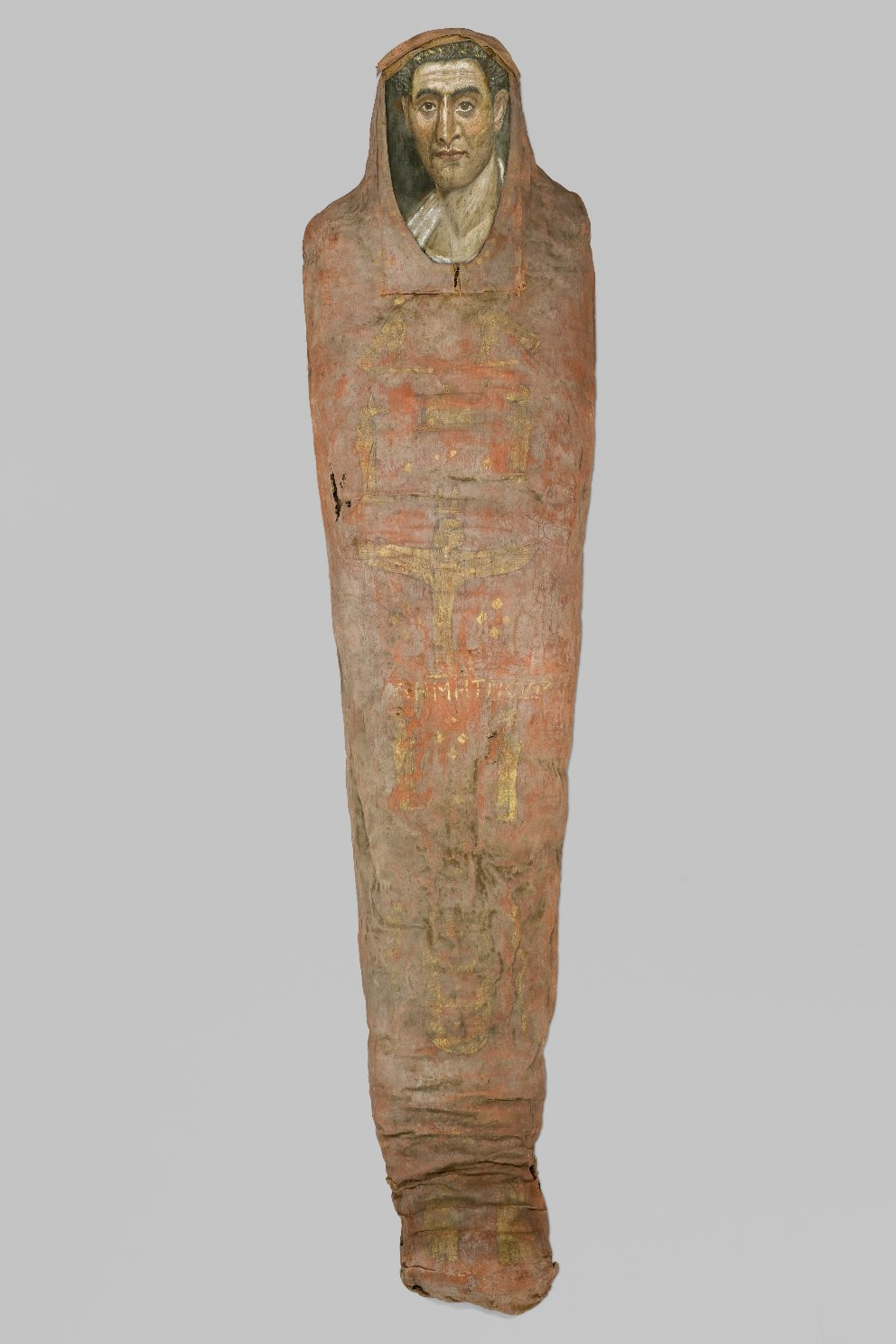
مومياء ديميتريوس، 95-100 م، 11.600 أب، متحف بروكلين

في القرن العشرين، أعاد الرسام فريتز فايس (1905-1981)، وهو تلميذ لبول كلي وفاسيلي كاندينسكي في مدرسة باوهاوس، مع الدكتور هانز شميد، اكتشاف ما يسمى بتقنية الشمع البوني في الرسم الغائر. حصل فايس على براءتي اختراع ألمانيتين تتعلقان بتحضير الشمع للرسم الغرافيكي. غطت إحداها طريقة معالجة شمع العسل بحيث ارتفعت درجة انصهاره من 60 إلى 100 °م (140 إلى 212 °ف). حدث ذلك بعد غلي الشمع في محلول من ماء البحر والصودا ثلاث مرات متتالية. الشمع الأكثر صلابة الناتج هو نفس الشمع البوني المشار إليه في الكتابات اليونانية القديمة على الرسم الغرافيكي.  استخدم فنانون آخرون من أمريكا الشمالية في القرن العشرين، بما في ذلك جاسبر جونز، وتوني شيرمان، ومارك بيرلمان، وفرناندو ليل أوديراك، تقنيات إنكوستيك. 
شهد الفن إنكوستيك انتعاشًا في شعبيته منذ تسعينيات القرن الماضي، حيث استخدم الأشخاص مكاوي كهربائية وألواح تسخين وتصميم ساخن على أسطح مختلفة، بما في ذلك الورق والورق وحتى الفخار. تجعل المكواة إنتاج مجموعة متنوعة من الأنماط الفنية أسهل. لا يقتصر الوسط على التصميمات البسيطة فقط؛ يمكن استخدامه أيضًا لإنشاء لوحات معقدة، تمامًا كما هو الحال في الوسائط الأخرى مثل الزيت والأكريليك. على الرغم من صعوبة إتقانها من الناحية الفنية، فإن عوامل الجذب في هذه الوسيلة للفنانين المعاصرين هي جودة أبعادها ولونها المضيء.

## رسامين الإنكوستيك
يشمل الفنانون المتخصصون في الرسم الموسيقي ما يلي:
- بنيامين كالاو
- رودني كارسويل
- بيدرو كوني برافو
- مايكل ديفيد
- كريستل ديلبونر
- توماس دود
- بيتسي إيبي
- فريتز فايس
- استير جيلر
- هيراكليدس
- جاسبر جونز
- جون ك.لوسون
- فرناندو ليل اوديراك
- بريدجيت مينهولد
- بريدجيت مينهولد
- ميشيل ريدولفي
- جيني سيجس
- توني شيرمان
- جانيس ينتيما
- كارل زيربي

## روابط خارجية
- أيقونات مبكرة من سانت كاترين، سيناء
- كل الأشياء إنكوستيك
- الفن إنكوستيك اليوم